# نیو ورد اوردر
گروه نیو ورد اوردر (به انگلیسی:New World Order) یا گروه ان دابلیو او، یکی از گروه های کشتی حرفه‌ای می‌باشد. این گروه در سال 1996 در دابلیو سی دابلیو با حضور هالک هوگان ،اسکات هال و کوین نش احداث شد. سپس در دبلیودبلیوئی نیز ادامه پیدا کرد. این گروه در دوره هشت ساله 62 عضو داشته است و یکی از معروف ترین گروه های تاریخ کشتی حرفه‌ای محسوب می شود.